# マコとルミとチイ
『マコとルミとチイ』は、手塚治虫が自らをモデルに描いた漫画。1979年から1981年に『主婦の友』（主婦の友社）で連載された。

## 概要
人気漫画家・大寒鉄郎とその家庭像がユーモアとペーソスたっぷりに描かれていく、各回読みきりの連載漫画。妻・律子の育児や教育に奮闘する姿や、長男マコトと長女ルミ子の心の成長がテーマとなっている。タイトルに次女チイ子の名も含まれるが、本編は次女の誕生とともに完結されている。また、細部において、同時代の社会風俗（お受験・ゲイ・ペットブーム）にも言及されている。
手塚自身の家庭をモデルとしつつも、家族の証言によると、ストーリーの多くは虚実とりまぜたものとなっているようである。とはいえ、多忙のあまりに家庭人たり得なかった手塚の、教育観や理想の家庭像が描き出されている。なお、ルミ子のモデルとなった手塚るみ子は秋田文庫版の巻末解説「3分の2のリアリティ」において、創作の部分は全体の3分の1に過ぎず、自宅隣の発泡スチロール工場が火事になったことや当時中高生だったるみ子の長電話などの実際にあったエピソードが多分に盛り込まれていることを語っている。
長男マコの誕生から幼児期までは、霊的存在（神？）と赤ん坊（マコ自身）が、対話をしながら、大人社会に批判を述べるようなストーリー構成がとられたが、これが不評だったとのことで、連載の中盤からはよりリアリティーのある表現に切り替えられた。

## 単行本
- 『マコとルミとチイ』全1巻（大都社）
- 手塚治虫漫画全集『マコとルミとチイ』全1巻（講談社）
- 秋田文庫『マコとルミとチイ』全1巻（秋田書店）
- 手塚治虫文庫全集『ゴッドファーザーの息子』全1巻（講談社） - 併録